# Pierre Bernet
Pierre Bernet (* 8. April 1939 in Orthez) ist ein ehemaliger französischer Radrennfahrer und nationaler Meister im Radsport.

## Sportliche Laufbahn
Bernet wurde 1965 nationaler Meister im Querfeldeinrennen (heutige Bezeichnung Cyclocross) vor Maurice Gandolfo. 1970 gewann er den Titel erneut, er gewann das Meisterschaftsrennen vor Walter Ricci. Bernet startete neunmal bei den UCI-Weltmeisterschaften im Querfeldeinrennen. Dabei kam er mehrfach auf vorderen Rängen ins Ziel, so wurde er 1963 beim Sieg von Rolf Wolshohl auf dem 7. Rang klassiert.